# Platypnée

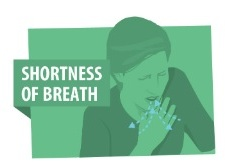
Difficulté respiratoire.

La platypnée désigne une difficulté respiratoire ou dyspnée qui survient uniquement en position assise ou debout.
Elle relève probablement d'anomalies du rapport ventilation perfusion induites par les changements de position.
Elle s'oppose à l'orthopnée qui désigne une dyspnée qui survient en position allongée et est améliorée en position assise ou debout.